# بلقيس بنت سليمان
بلقيس بنت سليمان بن أحمد بن الوزير(517 هـ - 592 هـ) أصفهانية سمعت من فاطمة الجوزدانية، وسعيد بن أبي الرجاء، والحسين بن عبد الملك الخلال، وحدث عنها يوسف بن حليل وغيره.